# Lac Swan
Pour les articles homonymes, voir Swan.
Le lac Swan (en anglais : Swan Lake) est un lac américain dans le comté de Shasta, en Californie. Il est situé à 2 018 mètres d'altitude au sein de la Lassen Volcanic Wilderness, dans le parc national volcanique de Lassen.